# Otton Blutreich
Otton Józef Blutreich (ur. 12 marca 1896 w Zaleszczykach, zm. 26 sierpnia 1979 w Gliwicach) – major piechoty Wojska Polskiego, kawaler Orderu Virtuti Militari.

## Życiorys
Urodził się w Zaleszczykach, w rodzinie Izydora. Był starszym bratem Serafina (1900–1957), kapitana lekarza Wojska Polskiego, lekarza 6 batalionu strzelców karpackich. W 1914 złożył maturę w c. k. Gimnazjum z polskim językiem wykładowym w Tarnopolu.
W czasie I wojny światowej walczył w szeregach cesarskiej i królewskiej Armii. Jego oddziałem macierzystym był 41 pułk piechoty. Na stopień podporucznika został mianowany ze starszeństwem z 1 stycznia 1917 w korpusie oficerów rezerwy piechoty. W listopadzie 1918 dostał się do niewoli ukraińskiej.
16 lipca 1919 zgłosił się do Wojska Polskiego. W 1920, w czasie wojny z bolszewikami, dowodził 3 kompanią karabinów maszynowych 40 pułku piechoty. Wyróżnił się 9 sierpnia w walce pod wsią Kupcze, w dniach 24–26 sierpnia w walkach o Zadwórze, gdzie zajął dworzec kolejowy oraz 17 września w natarciu na Olesko, gdzie zdobył cztery armaty. Za powyższe czyny były dowódca 40 pp, pułkownik Henryk Weiss sporządził 12 lutego 1927 wniosek na odznaczenie kapitana Blutreicha orderem „Virtuti Militari”, lecz nie został on rozpatrzony.
Po zakończeniu działań wojennych pozostał w wojsku jako oficer zawodowy i kontynuował służbę w 40 pp w garnizonie Lwów. 3 maja 1922 został zweryfikowany w stopniu kapitana ze starszeństwem od 1 czerwca 1919 i 1417. lokatą w korpusie oficerów piechoty. 26 lipca 1927 został odkomenderowany na 10. normalny trzymiesięczny kurs w Centralnej Szkole Strzelniczej w Toruniu. 27 stycznia 1930 został mianowany majorem ze starszeństwem z 1 stycznia 1930 i 51. lokatą w korpusie oficerów piechoty. W marcu tego roku został przeniesiony z 40 pp do 50 pułku piechoty w Kowlu na stanowisko kwatermistrza. W kwietniu 1934 został przeniesiony do 31 pułku piechoty w Sieradzu na stanowisko dowódcy batalionu. Po 1935 został przeniesiony w stan spoczynku.
W czasie kampanii wrześniowej 1939 dowodził batalionem marszowym 19 pułku piechoty, który do 12 września wchodził w skład grupy obrony rzeki Wereszycy, a następnie wszedł w skład załogi Składnicy Uzbrojenia nr 6 w Hołosku i stanowił jej trzon aż do kapitulacji 21 września. Dostał się do niewoli niemieckiej. Przebywał w Oflagu VII A Murnau.
Zmarł 26 sierpnia 1979 w Gliwicach. Został pochowany na Cmentarzu Centralnym w Gliwicach (sektor B5-A-8).

## Ordery i odznaczenia
- Krzyż Srebrny Orderu Wojskowego Virtuti Militari nr 13711
- Krzyż Walecznych trzykrotnie[24]
- Srebrny Krzyż Zasługi – 10 listopada 1928[25][24]
- łotewski Medal Pamiątkowy 1918-1928 – 6 sierpnia 1929[26]
- Krzyż Wojskowy Karola[27]

12 czerwca 1935 Komitet Krzyża i Medalu Niepodległości odrzucił wniosek o nadanie mu tego odznaczenia.